# رهني (مقاطعة فراشبند)
رهني (بالفارسية: رهنی) هي قرية تقع في قسم آويز الريفي في إيران. يقدر عدد سكانها بـ 132 نسمة .